# エイコーン・コンピュータ
エイコーン・コンピュータ（英: Acorn Computers）は1978年、イングランドのケンブリッジに設立されたコンピューター企業。Acorn Electron、BBC Micro、Acorn Archimedesといったコンピュータを開発したことでイギリスではよく知られている。BBC Microは1980年代から1990年代初期にかけてイギリスの教育コンピュータ市場を独占したことから、アメリカのAppleとよく比較される。
同社は1998年にいくつかの企業に分割されたが、RISCパーソナルコンピュータの開発などで重要な役割を果たした。かつてのエイコーンの各部門はそれぞれ独立して現在も運営されており、ARMホールディングスのARMプロセッサは特に世界的に有名である。

## 前史
1961年7月25日、クライブ・シンクレアは電卓などの電子機器の開発・販売を行う Sinclair Radionics を創設した。1970年代になって特にLEDに力を入れていたが、Black Watch というLEDを使ったデジタル腕時計が売れず、電卓市場がLEDからLCDに移行していったことから財政危機に陥った。シンクレアはイギリス国家企業庁（NEB）に助けを求めた。NEBに同社の経営権を譲り渡すと、シンクレアはクリス・カリーを同社から退職させ、Science of Cambridge（SoC）を創業させた（後のシンクレア・リサーチ）。1978年6月、SoCではカリーが開発したがっていたマイクロコンピュータキットを開発した。カリーはさらなるマイクロコンピュータの開発を望んだが、シンクレアはそれを認めなかった。SC/MPを使ったそのキット MK14 の開発中に同社を度々訪れていたカリーの友人ハーマン・ハウザーは、その製品に強く興味を惹かれていた。

## CPU社 （1978年–83年）
1978年12月5日、カリーとハウザーはマイクロコンピュータへの彼らの興味を満たすべく、Cambridge Processor Unit Ltd (CPU) という企業を新たに立ち上げた。CPU社は、ウェールズの Ace Coin Equipment (ACE) 社からスロットマシン用のマイクロプロセッサベースのコントローラの開発を委託された。当初 ACE 用コントローラも SC/MP ベースで設計されたが、すぐに MOS 6502 に切り換えた。

### マイクロコンピュータ
CPU社は設計委託業務から得た収入を使って、6502ベースのマイクロコンピュータシステムの開発に着手した。1979年1月、最初の製品はエイコーン・コンピュータ（Acorn Computer Ltd）から発売された。設計と製品販売を別会社にすることで、リスクを分散したのである。エイコーン（どんぐりの意）という名称は、マイクロコンピュータが今後大きく成長することを期待して名づけられた。また、電話帳で "Apple" よりも前になるという点も考慮された。
このころ、CPU社とアンディ・ホッパーは、彼の学位論文の成果である Cambridge Ring というネットワークシステムを商業化すべく Orbis Ltd を立ち上げたが、ケンブリッジ大学コンピュータ研究所との関係を強化したい CPU社は彼をCPU社のディレクターとして雇い入れた。CPU社はOrbisを買い取り、ホッパーの所有するOribis株はCPU社の株と交換された。エイコーンのブランドとしての成長と共にCPU社の役割は変化していき、間もなくCPU社は単なる持ち株会社となってエイコーンが開発も行うようになった。カリーはいずれかの時点でシンクレアと決別し SoC を退職したが、エイコーンに正式に参加するのはしばらく経ってからである。

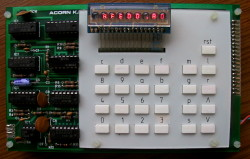
Acorn System 1（1979年4月9日）

後に Acorn System 1 と改称された Acorn Microcomputer は、ソフィー・ウィルソンの設計である。技術者や研究者向けのシステムだが、非常に低価格であったため（約80ポンド）、ホビーストにも受け入れられた。2枚の基板で構成されており、1枚にはLEDディスプレイ、キーパッド、カセットインタフェースが装備され、もう1枚にCPUなどのコンピュータ本体が実装されていた。ほとんど全てのCPU信号にEurocardコネクタ経由でアクセス可能であった。
次の System 2 では、System 1 のCPU基板を19インチ（480mm）Eurocardラックに装着可能にしたもので、各種拡張機能をオプションで装備可能であった。典型的な System 2 には、キーボードコントローラ、外部キーボード、テキストディスプレイ用インタフェース、カセットOS、BASICインタプリタなどが装備されていた。
System 3 では、フロッピーディスクがサポートされ、System 4 では2台目のドライブを内蔵可能な大きめの筐体となった。System 5 は System 4 とほぼ同じだが、MOS 6502 の2MHz版を使っている。

### Atom
1979年5月、Science of Cambridge でZX80の開発が始まった。これを知ったカリーは、一般市場向けの Atom プロジェクトを立ち上げた。カリーら設計者は、カリーの自宅でマシンの設計を行った。このころ、エイコーン・コンピュータが株式会社化され、カリーは完全にエイコーンで働くようになった。
カリーは一般市場への参入を望んでいたが、エイコーン内の他の派閥は、実験機器市場向けに開発を行っている企業がホームコンピュータのような馬鹿げた製品を扱うことには反対していた。反対派が Atom に疑問を差し挟めないようコストを切り詰めるため、カリーは工業デザイナー Allen Boothroyd にマイクロコンピュータシステムの外部キーボードとしても使えるようなケースの設計を依頼した。System 3 の中身をそのキーボードに詰め込み、典型的な安価なホームコンピュータ Acorn Atom が完成し、それなりの成功を収めた。
ソフトウェア開発のため、社内に独自のLANを設置していた。これを Econet と名づけ、Atom にも装備することが決定された。1980年3月、とあるコンピュータショーで8台の Atom を使い、ファイルを共有したり、別のマシンに表示をしたり、別のマシンからキーボード入力を受け付けたりといったデモが披露された。

### BBC Micro と Electron

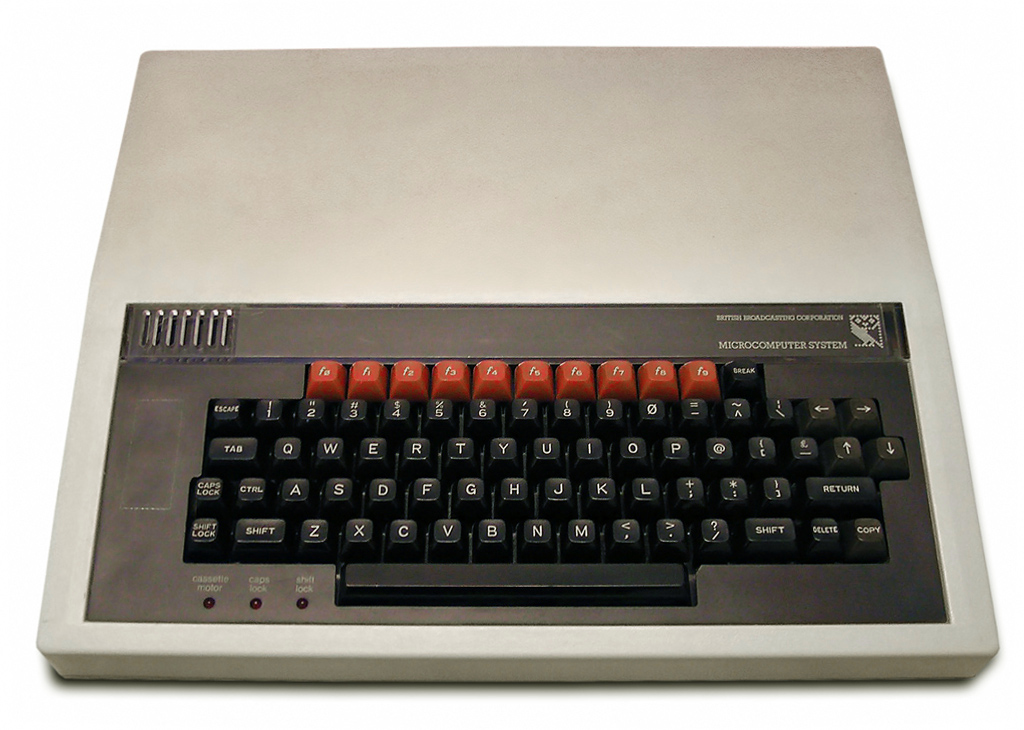
BBC Micro（1982年）

Atom がリリースされた後、エイコーン内では Atom の後継となる16ビットプロセッサを自社開発すべきかどうかを議論した。長い議論の末、ハウザーは妥協案としてCPUは6502のままでシステムとしての拡張性を大幅に強化した Proton というマシンを提案した。エイコーンの技術者らは Proton こそ正しい選択肢だと考えた。
Proton で提案された新機能として Tube がある。これは、追加のプロセッサを装備できる独自インタフェースであった。これによって、大量に販売できる価格の 6502 マシンでありながら、最新の高価なプロセッサを拡張として追加可能なマシンとなった。Tube を使うと、追加プロセッサが演算を行い、6502 は入出力を受け持つようになる。Tube は後にエイコーンがプロセッサを開発する際にも役立った。
1980年、BBC は後に BBC Computer Literacy Project と呼ばれるプロジェクトを開始した。プロジェクト開始の一因として、当時イギリスで大きな反響のあったドキュメンタリー番組 The Mighty Micro がある。イギリス国立物理学研究所の Christopher Evans は同番組の中で、マイクロコンピュータ革命が経済、産業、ライフスタイルに重大な影響を与えるだろうと予言した。この番組はイギリスの議会で質問されるほど大きな影響を与えた。結果としてイギリス産業省がBBCのプロジェクトに興味を持ち、同時にBBC経営陣もマシンの売り上げに興味を持つようになった。BBC Engineering はプロジェクト用のコンピュータの仕様策定を命じられた。
産業省からの圧力でイギリス製のシステムを採用することになり、BBC は Newbury Laboratories の NewBrain を選んだ。Newbury Laboratories は元々は Sinclair Radionics の一部で、イギリス国家企業庁の管理下にある企業であった。また、クライブ・シンクレアがカリーに開発させたかったのがこの NewBrain であった。しかし、NewBrain の開発は遅々として進まず、BBCの設定したスケジュールに間に合わないことが明らかとなった。当初1981年秋に番組開始が予定されていたが、1982年春に延期を余儀なくされた。カリーとシンクレアがBBCの計画を知った後、BBCは他の業者にも入札の権利を与えた。BBCはエイコーンを訪問し、Proton のデモを見た。その直後にエイコーンが契約を勝ち取り、1982年初めに Proton が BBC Micro として発売された。1984年4月、BBC Micro は Queen's Award for Technology を受賞した。
1980年から1982年にかけて、イギリス教育技能省（DES）はマイクロエレクトロニクス教育プログラムを開始し、教育にマイクロコンピュータを導入することとした。1982年から1986年にかけて、産業省は各地の学校にコンピュータを導入する補助金をばらまき、BBC Micro はその際に一番よく購入された。並行して教育技能省は、ソフトウェアやコンピュータ応用プロジェクトや教師の訓練などに補助金を与えた。

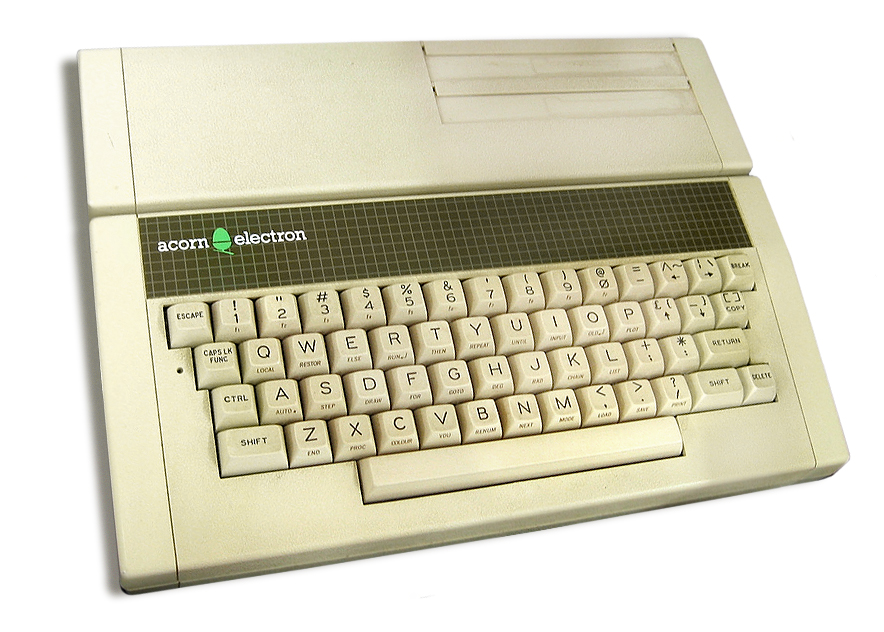
Acorn Electron

1982年4月、シンクレアは ZX Spectrum をリリースした。カリーはこれに対抗すべく、200ポンドを切る Acorn Electron の開発を立ち上げた。これは BBC Micro の廉価版であり、基本機能のほとんどが共通となるよう回路を集積回路化して低価格化している。しかし1983年8月にリリースしたものの、このカスタムチップの供給が十分でなかったために十分な台数が出荷できない状態が続き、1984年になって別の半導体製造業者と契約してやっと問題を解決した。

## エイコーン・コンピュータ・グループ （1983年–85年）
BBC Micro は非常によく売れ、エイコーンの利益は1979年にはわずか3000ポンドだったものが、1983年6月には860万ポンドに達した。1983年9月、CPU社は清算され、エイコーンは「エイコーン・コンピュータ・グループ（Acorn Computer Group plc）」として非上場証券市場で扱われるようになり、Acorn Computers Ltd はそのマイクロコンピュータ部門となった。最低入札価格120ポンドで、同グループの時価総額は約1億3500万ポンドとなった。CPU社の創設者であるハーマン・ハウザーとクリス・カリーは一躍億万長者となった（ハウザーの5325万株は約6400万ポンド、カリーの4300万株は約5100万ポンド）。

### 新たなRISCアーキテクチャ
Atom の時代から、エイコーンでは MOS 6502 プロセッサからどう移行していくかを模索していた。例えば1982年には 65816 を使った16ビット機 Acorn Communicator をリリースしている。
1981年8月12日、IBM PC が登場した。これは BBC Micro のようなホビースト向けだったが、実際に成功したのはビジネス市場だった。後継の XT は1983年初めに登場した。CP/Mを搭載したZ80ベースのマシンやこれらPCの成功により、ビジネス市場が多少高価であっても十分に需要のある市場であることが証明された。したがってエイコーンがビジネス市場向けのマシンを開発することは自然の流れだった。エイコーンは既存技術を使ったビジネスマシンの開発計画を立てた。すなわち、BBC Micro のメイン基板を流用し、Tube 経由で CP/M、MS-DOS、UNIX（XENIX）が動作する追加プロセッサを実装する方式である。
この Acorn Business Computer（ABC）計画では、BBC Micro プラットフォーム上で様々な追加プロセッサが動作可能でなければならなかった。これに対応可能な Tube プロトコルの実装を検討していく中で、メインプロセッサとして 6502 以上に適当なプロセッサが見つからなかった。例えば、MC68000では割り込み応答時間がかかりすぎて、6502 のように容易にTubeの通信プロトコルを扱えなかったのである。NS32016をメインプロセッサとしたモデルの開発が行われ、後にそれを Cambridge Workstation としてリリースしたが、メモリ帯域幅が重要であることがこの開発で明らかとなった。8MHzの32016は4MHzの6502に性能で敵わなかった。さらにLisaの登場によって、エイコーンの技術者らはウィンドウシステムを開発する必要性を認識したが、それは4MHz程度の6502ベースのシステムでは容易ではなかった。エイコーンは新しいアーキテクチャを必要としていた。
エイコーンはあらゆるプロセッサを試した。そして自前でプロセッサを設計することを真剣に検討するようになった。エイコーンの技術者らはバークレーのRISCプロジェクトの論文を目にした。そして、大学院生がこんな32ビットプロセッサを作れるなら、エイコーンでも間違いなく作れると確信するに至った。ウィルソンらはウェスタンデザインセンターに出張し、CPU開発にそれほど大規模なリソースは不要で、最先端の開発機器も不要であることを知った。
ソフィー・ウィルソンは命令セットを開発し、BBC Micro 上の BBC Basic でそのプロセッサのシミュレータを書いた。この結果を見て、方向性が間違っていないことが確認された。それ以上に開発を進めるにはさらなるリソースが必要だった。ウィルソンはハウザーに事の次第を説明した。開発続行のお墨付きを得て、ウィルソンのモデルをハードウェアに実装する小規模のチームが結成された。
Acorn RISC Machine プロジェクトが公式にスタートしたのは1983年10月であった。製造パートナーとしては、すでにエイコーンにROMやカスタムチップを提供していたVLSIテクノロジーが選ばれた。1985年4月26日、最初のARMチップ ARM1 が完成した。ARM1 はまず BBC Micro の追加プロセッサとして利用され、その上で周辺チップ（VIDC、IOC、MEMC）を開発するためのシミュレーションソフトウェアが実行された。これによってCADソフトウェアの性能が向上し、ARM2 の開発が早まった。ウィルソンは BBC Basic を ARM のアセンブリ言語で書いた。命令セット設計者が書いたため、ARM 上の BBC Basic は非常にコードが稠密であり、ARM エミュレータの試験に最適だった。
ARM CPU の開発は極秘裏に行われていたため、1985年にエイコーンの経営権を握ろうとしていたオリベッティも買収が完全に決定するまでその存在を知らされなかった。1992年、エイコーンはARMでも Queen's Award for Technology を受賞した。

### 財政問題
エイコーンは1984年を頂点として下り坂となった。この年、ホームコンピュータ市場が崩壊し、その直前に株式公開を果たした。また、アタリが売却され、Appleが破綻寸前に追い込まれた年でもあり、エイコーンは長年の懸案であった生産能力の問題を解決した年でもあった。
Electron は1983年にリリースされたが、カスタムチップの供給問題で1983年のクリスマス商戦に十分な製品を供給できなかった。宣伝はうまくいったため30万台の注文が入ったが、出荷できたのはわずか3万台だった。しかし、消費者は出荷を待ってはくれず、コモドール64や ZX Spectrum へと流れていった。フェランティとの契約で出荷数の問題は1984年には改善されたが、エイコーンが部品供給業者らと結んだ契約は、状況に応じて生産量を減らせるような柔軟なものではなかった。同年末にはエイコーンは25万台のElectronの在庫を抱えるという事態に陥った。
エイコーンは収入の大部分を開発に費やしていた。BBC Master が開発中であった。ARM プロジェクトも進行中だった。Acorn Business Computer は多大な開発費をかけながら、それまでのところ 32016 ベースのバージョンが若干売れただけで、ほとんど利益を生んでいなかった。そしてアメリカ市場進出のための連邦の認可作業は難航していた。全ての拡張機器の試験が必要で、電磁波放射量を減らす必要があったのである。約2000万ドルがアメリカ進出に費やされ、BBC Micro の NTSC 版はほとんど売れなかった。ただし、1984年の映画『スーパーガール』で学校にあるコンピュータとして BBC Micro が登場している。

## オリベッティ子会社時代（1985年–98年）
1985年2月、債権者が資金の回収を言い出して、エイコーンは苦境に陥った。短い交渉の末、カリーとハウザーは2月20日にオリベッティとの合意に達した。すなわち、このイタリアのコンピュータ企業がエイコーンの49.3%の株を1200万ポンドで買い取り、それを過去6カ月の1100万ポンドの損失の補填に充てたのである。エイコーンのピーク時の時価総額1億9000万ポンドからすれば、1億6500万ポンドの下落である。1985年9月、オリベッティは79%の株を確保し、エイコーンの経営権を握った。

### BBC Master と Archimedes

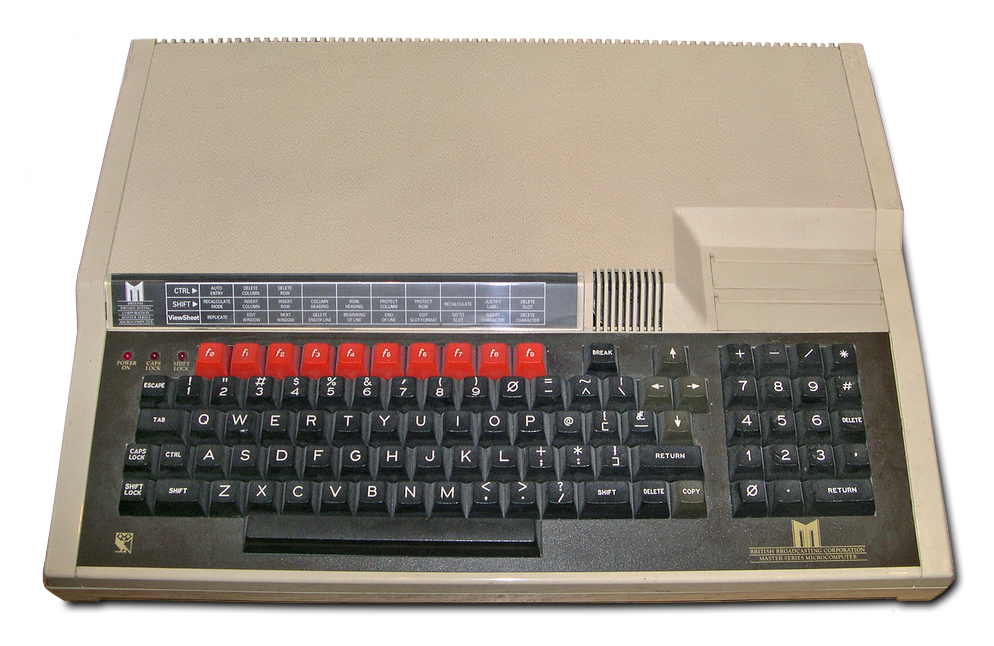
BBC Master

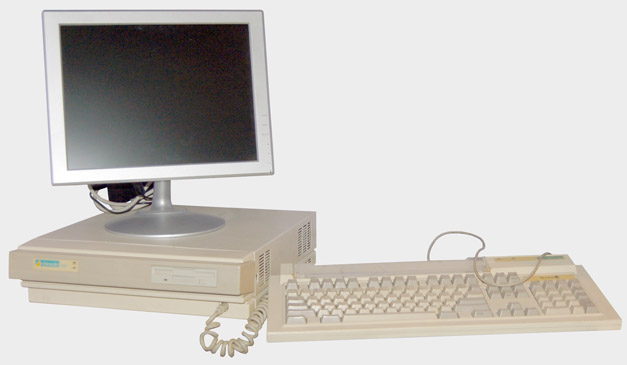
Acorn Archimedes

BBC Master が1986年2月にリリースされると、大きな成功を収めた。1986年から1989年にかけて、499ポンドのマシンが約20万台、主にイギリスの学校や大学に売れた。強化版もいくつかリリースされた。Master 512 は RAM を512KiB搭載し、Intel 80186プロセッサを内蔵してMS-DOSが動作した。Master Turbo は追加プロセッサとして 65C102 を装備していた。
ARMアーキテクチャを使った最初の商用製品は ARM Development System で、BBC Master の Tube 経由の追加プロセッサとしての実装であった。約4000ポンドで、ARMプロセッサと3個のサポートチップと4MiBのRAM、開発ツール群と拡張版 BBC Basic が同梱されていた。
ARM を使った二番目の製品は Acorn Archimedes というデスクトップ・コンピュータであり、1987年にリリースされた。Archimedes はイギリス、オーストララシア、アイルランドで人気となった。当時としては極めて強力なマシンだったが、時代はすでにPC/AT互換機が主流となっていた。エイコーンはラップトップ型の Archimedes などもリリースし、1994年には Risc PC をリリースした。Risc PC には後に200MHz以上の StrongARM プロセッサも搭載された。これらはビジネス用途ではほとんど売れず、教育用や娯楽用として主に売れた。

### ARM Ltd
エイコーンの半導体製造パートナーだったVLSIテクノロジーは、ARM CPU とそのサポートチップの新たな応用を捜し求めていた。ハウザーはハンドヘルド機器を開発する会社を立ち上げ、そこで使うためのスタティック版プロセッサARMv2aSが開発された。
Appleは全く新しい機器Apple Newtonを開発していた。プロセッサに対しては、電力消費量、コストパフォーマンスなどの様々な要求があり、クロックを任意の時点で停止可能なスタティック性も求められていた。これらの要求のほぼ全てに応えられるプロセッサとしては ARM しかなかったが、まだ問題があった。例えば、ARM にはメモリ管理ユニットが内蔵されておらず、MEMC という外部サポートチップで実現していた。しかしエイコーンにはそのような開発をするリソースがなかった。
Appleとエイコーンは共同でARM開発を開始、Appleのラリー・テスラーが主導し、この開発作業を別会社で行うことが決定された。エイコーンでARM関連の研究開発を行っていた部門を基にして ARM（ARM Ltd）が1990年11月にスピンオフされた。エイコーンとAppleはARM社の株をそれぞれ43%ずつ保有し（1996年時点）、VLSIテクノロジーは同社に投資すると同時にARMのライセンスを最初に受けた。

### セットトップボックス
1994年、エイコーンの子会社 Online Media が創設された。Online Media は当時のビデオ・オン・デマンド（VOD）のブームに乗って設立された会社で、ネットワーク経由でビデオコンテンツを選択して視聴する双方向番組システムの開発を目指していた。1994年9月、Online Media は Anglia Television、Cambridge Cable、Advanced Telecommunication Modules Ltd（ATML）と共にVODサービス Cambridge Trial を開始した。これは、ATMネットワークによってTV会社と契約者をつなぎ、デリバリサービス、ホームショッピング、オンライン教育、オンデマンドのソフトウェアダウンロード、World Wide Web といったサービスを提供する実験的事業だった。ネットワークには、光ファイバーと銅線ケーブルが使われ、スイッチは Cambridge Cable の既存のネットワーク用に道端に設置されているキャビネット内に置かれた。オリベッティの研究所がこの実験で使われた技術を開発した。ICLのビデオサーバがサービスを提供し、ハウザーらが創設したATMLがATMスイッチを製造した。実験は2Mbit/sの速度で開始され、後に25Mbit/sまで速度を上げた。契約者は Online Media 製のセットトップボックスを使用した。実験当初の6カ月は10台のVOD端末が使われ、第二段階で100軒の個人宅と8つの学校に対象が拡大され、150台以上の端末が使われた。この実験には、ナショナル・ウエストミンスター銀行、英国放送協会、郵便局、テスコ、地元の教育委員会などもそれぞれ何らかの形で協力している。
Online Media は独立採算可能となることが期待されたが、VODのブームが具現化することはなかった。

### ネットワークコンピュータ
BBC Two の番組 The Money Programme でラリー・エリソンが1995年10月に出演してインタビューを受けた。これを見た Online Media の Malcom Bird はエリソンの言うネットワークコンピュータ（NC）が基本的にエイコーンのセットトップボックスと同じであることに気づいた。オラクルとオリベッティの話し合いの後、Bird はエイコーンのセットトップボックスを持ってサンフランシスコに飛んだ。オラクルはすでにサン・マイクロシステムズやアップルとNCの開発について交渉中だった。Bird のオラクル訪問の後、エリソンがエイコーンを訪れ、契約が結ばれた。エイコーンがNCの標準を定義することになったのである。
エリソンは1996年2月にNCを発表するつもりだった。ソフィー・ウィルソンがNCプロジェクトを任され、11月中ごろにNCのドラフト仕様が完成した。1996年1月、エイコーンとオラクルの間の正式な契約が発効し、プリント基板の設計が完成して、製造の準備が整った。1996年2月、Acorn Network Computing が設立された。1996年8月、Acorn Network Computer が発売された。
NCが全く新たな市場を創造し、Acorn Network Computing がそこで中心的役割を果たすことが期待された。すなわち、自身でNCを販売するだけでなく、他の製造業者からのライセンス料を徴収できると考えられた。この開発にあたって、2つの重要な製品が生まれた。オペレーティングシステム Galileo と新たな StrongARM チップセット SA1500/SA1501 である。Galileo は、各プロセスに（他のプロセスがどうであろうと）必要なリソース（CPUやメモリ）を与え、一種のQuality of Service を保証することができる。SA5100 は高いクロック周波数で動作するメディア指向のコプロセッサ（Attached Media Processor、AMP）を持つ。SA5100 は Galileo の最初のリリースのターゲットであった。
エイコーンは、子会社 Acorn RISC Technologies（ART）を設立した。ARTは Galileo や他のソフトウェア、ARMを使ったハードウェア技術の開発を行う会社である。

## エイコーン解体（1998年-2000年）とその後の技術開発
セットトップボックスは期待したほど売れず、ネットワーク・コンピュータもほとんど売れなかった。これらは普通のコンピュータより低価格であることが強みだったが、パーソナルコンピュータの急激な低価格化でその利点も無意味となった。また、家庭への回線の帯域幅もどんどん拡大していった。1996年から1998年にかけて、オリベッティはエイコーン・グループを手放し、一連の取引で5400万ポンドを得た。エイコーンはリストラを開始し、子会社を吸収して部門とした。Acorn RISC Technologies はワークステーション部門となったが1998年末には廃止され、エイコーンはデスクトップコンピュータやセットトップボックスの製造を止めた。そのころ新たなマシン Phoebe（または Risc PC 2）がほぼ完成していたが、販売されることなく終わった。製造のために確保されていた筐体は安く売られた。
ARM社は順調で、1998年には株式公開（IPO）を果たした。
1999年1月、エイコーン・コンピュータは名称を Element 14 Ltd とし、チップとソフトウェアのIP開発企業、特にデジタルテレビ市場に注力する企業となった。このころ、エイコーン・グループの時価総額はARMの時価総額の24%程度になっていた。そのため、株主からエイコーンの保有するARM株を売却させようとする（そうして得られた金を配当に回させる）圧力が働いた。また、ARM側もこの状況に対して動こうとした。エイコーンのような脆弱な企業がARM社の株の多くを保有していることは危険だからである。1999年6月1日、Morgan Stanley Dean Witter Investments Limited （MSDW）がエイコーン・コンピュータ・グループを買収した。これによってエイコーン・グループは上場廃止となり、同社が保有していたARM株はエイコーンの株主に分配された。
セットトップボックス部門はMSDWによって Pace Micro Technology に20万ポンドで売却され、Pace は1999年7月26日に RISC OS の権利を得た。 Stan Boland を中心としたエイコーン経営陣はMSDWから Element 14 部門を150万ポンドで買い戻した。その後 Element 14 はいくつかのベンチャーキャピタルから825万ポンドを集め、運営が続けられた。同社はアルカテルのDSL技術者をヘッドハンティングすることに成功した。その後、Element 14 はブロードコムによって2000年11月に3億6600万ポンドで買収された。

## エイコーンの商標の復活
2006年、エイコーンの商標権はフランスの企業 Aristide & Co Antiquaire De Marques からノッティンガムの新たなエイコーン・コンピュータにライセンス供与された。同社はWindowsベースのコンピュータ企業であって、元のエイコーン・コンピュータとは無関係である。